# زردآلو سفلي (مقاطعة دلفان)
زردآلو سفلي (بالفارسية: زردآلو سفلی) هي قرية تقع في Nurabad Rural District في إيران. يقدر عدد سكانها بـ 14 نسمة .